# جگوار مارک وی
جگوار مارک وی (انگلیسی: Jaguar Mark V) یک خودروی لوکس بود که توسط جگوار (Jaguar Cars Ltd) از سال ۱۹۴۸ تا ۱۹۵۱ تولید شد. این خودرو در نظر گرفته شده بود که یک خودرو با اندازه کامل باشد، اما به دلیل کمبود فولاد پس از جنگ جهانی دوم، از مدل قبلی خود، Mark IV کوچکتر بود. مارک وی دارای یک موتور ۲٫۵ یا ۳٫۵ لیتری شش خطی، با گیربکس چهار سرعته دستی یا اختیاری چهار سرعته اتوماتیک بود. همچنین دارای سیستم تعلیق جلو مستقل و ترمزهای هیدرولیک در اطراف بود که برای آن زمان پیشرفته بودند. جگوار مارک وی به خاطر استایل ظریف و متمایزش، با جلوپنجره خمیده و خطوط روان، شناخته شده است. این خودرو در مدل های سدان چهار در، کانورتیبل دو در و کوپه دو در موجود بود.